# Кувио
Ку̀вио (на италиански: Cuvio; на ломбардски: Cüvi, Кюви) е село и община в Северна Италия, провинция Варезе, регион Ломбардия. Разположено е на 309 m надморска височина. Населението на общината е 1644 души (към 2017 г.).